# Sanger (California)
Sanger, fundada en 1911, es una ciudad ubicada en el condado de Fresno en el estado estadounidense de California. En el año 2000 tenía una población de 18,931 habitantes y una densidad poblacional de 1,539.1 personas por km².

## Geografía
Sanger se encuentra ubicada en las coordenadas 36°42′N 119°33′O / 36.700, -119.550. Según la Oficina del Censo, la ciudad tiene un área total de 12,3 km² (4,7 mi²), de la cual 12,3 km² (4,7 mi²) es tierra y 0 km² (0 mi²) (0%) es agua.

## Demografía
Según la Oficina del Censo en 2000 los ingresos medios por hogar en la localidad eran de $32,072, y los ingresos medios por familia eran $33,219. Los hombres tenían unos ingresos medios de $26,443 frente a los $22,808 para las mujeres. La renta per cápita para la localidad era de $6,607. Alrededor del 34.6% de la población estaban por debajo del umbral de pobreza.